# Provincia di Catania (Regno delle Due Sicilie)
La provincia di Catania fu la XVIII provincia del Regno delle Due Sicilie. Fu istituita nel 1817 con la denominazione di Valle minore di Catania ed entrò in vigore l'anno seguente. Venne appellata anche Intendenza di Catania.

## Storia
Nel 1812, i Borbone, nel tentativo di modernizzare la Sicilia, divisero i tre tradizionali Valli di Noto, Demone, di Mazara in 23 distretti, secondo i dettami della Costituzione promulgata quell'anno; tuttavia, queste disposizioni non saranno applicate de facto. 
L'11 ottobre 1817, Re Ferdinando I delle Due Sicilie varò il Real Decreto n. 932, che riformò la ripartizione territoriale del Regno delle Due Sicilie a seguito della fusione della corona napoletana con quella siciliana, raggruppando i distretti in sette valli minori, sedi di Intendenze, sulla falsariga dei departments francesi sorti durante la Rivoluzione del 1789. Tra le sedi d'Intendenza vi era pure Catania, che comprendeva il distretto omonimo, nonché i distretti di Caltagirone e Nicosia. 
Il 9 dicembre 1820, con l'emanazione della Costituzione sempre da parte di Re Ferdinando I delle Due Sicilie, i sette valli vennero rinominati province. Al momento della costituzione della provincia, il capoluogo fu lasciato a Catania. Attraverso il Real Decreto n. 4458 del 3 febbraio 1838, Re Ferdinando II premiò la città di Acireale per la sua fedeltà alla monarchia borbonica, istituendo il quarto distretto con la sott'intendenza cittadina.
Come tutte le entità amministrative del regno borbonico, la provincia venne soppressa de facto il 26 agosto 1860, a seguito dell'occupazione garibaldina; de iure, fu soppressa al momento dell'annessione al Regno di Sardegna, il successivo 17 dicembre.

## Suddivisione amministrativa
La provincia era suddivisa in successivi livelli amministrativi, gerarchicamente dipendenti dal precedente. Al livello immediatamente successivo alla provincia, vi erano i distretti che, a loro volta, erano suddivisi in circondari. I circondari erano costituiti dai comuni, l'unità di base della struttura politico-amministrativa dello Stato moderno, ai quali potevano far capo i villaggi, centri a carattere prevalentemente rurale.
La provincia comprendeva 3 distretti, suddivisi complessivamente in 33 circondari e 62 comuni istituiti nel 1812 con la Costituzione del Regno di Sicilia e mutati nel tempo, secondo fattori quale l'unione di comuni o la separazione di terre, con la conseguente nascita di nuove città. Il 3 febbraio 1838 fu istituito il quarto distretto attraverso lo scorporo di 6 circondari da quello del capoluogo. Nel 1860, le suddivisioni risultavano essere le seguenti:
| Distretto   | Circondari   | Comuni | Abitanti (al 1860) |
| ----------- | ------------ | --- | ------------------ |
| Acireale    | Acireale     | Acireale | 87 593             |
| Acireale    | Castiglione  | Castiglione (oggi Castiglione di Sicilia) | 87 593             |
| Acireale    | Giarre       | Giarre, Mascali, Riposto | 87 593             |
| Acireale    | Linguaglossa | Calatabiano, Fiumefreddo (oggi Fiumefreddo di Sicilia), Linguaglossa, Piedimonte (oggi Piedimonte Etneo) | 87 593             |
| Acireale    | Sant'Antonio | Acibonaccorso (oggi Aci Bonaccorsi), Acicastello, Acicatena, Sant'Antonio (oggi Aci Sant'Antonio) | 87 593             |
| Acireale    | Randazzo     | Randazzo | 87 593             |
| Caltagirone | Caltagirone  | Caltagirone | 81 891             |
| Caltagirone | Grammichele  | Grammichele | 81 891             |
| Caltagirone | Licodia      | Licodia (oggi Licodia Eubea) | 81 891             |
| Caltagirone | Militello    | Militello (oggi Militello in Val di Catania), Palagonia | 81 891             |
| Caltagirone | Mineo        | Mineo | 81 891             |
| Caltagirone | Mirabella    | Mirabella (oggi Mirabella Imbaccari), San Michele (oggi San Michele di Ganzaria) | 81 891             |
| Caltagirone | Ramacca      | Ramacca | 81 891             |
| Caltagirone | Vizzini      | Vizzini | 81 891             |
| Catania     | Adernò       | Adernò | 165 523            |
| Catania     | Belpasso     | Belpasso, Camporotondo, Nicolosi | 165 523            |
| Catania     | Biancavilla  | Biancavilla | 165 523            |
| Catania     | Borgo        | Catania | 165 523            |
| Catania     | Bronte       | Bronte, Maletto | 165 523            |
| Catania     | Duomo        | Catania | 165 523            |
| Catania     | Mascalucia   | Gravina (oggi Gravina di Catania, Mascalucia, Sant'Agata li Battiati, San Giovanni di Galermo (oggi quartiere di Catania), San Giovanni la Punta, San Gregorio (oggi San Gregorio di Catania), San Pietro Clarenza, Tremestieri (oggi Tremestieri Etneo) | 165 523            |
| Catania     | Misterbianco | Misterbianco, Motta Sant'Anastasia | 165 523            |
| Catania     | Paternò      | Paternò, Santa Maria di Licodia | 165 523            |
| Catania     | San Marco    | Catania | 165 523            |
| Catania     | Scordia      | Scordia | 165 523            |
| Catania     | Treccastagne | Pedara, Treccastagne (oggi Trecastagni), Viagrande, Zaffarana Etnea (oggi Zafferana Etnea) | 165 523            |
| Nicosia     | Aggira       | Aggira (oggi Agira), Gagliano | 73 522             |
| Nicosia     | Assaro       | Assaro (oggi Assoro) | 73 522             |
| Nicosia     | Centorbi     | Carcaci (oggi quartiere di Centuripe), Catenanuova, Centorbi (oggi Centuripe) | 73 522             |
| Nicosia     | Leonforte    | Leonforte, Nissoria | 73 522             |
| Nicosia     | Nicosia      | Nicosia, Sperlinga | 73 522             |
| Nicosia     | Regalbuto    | Regalbuto | 73 522             |
| Nicosia     | Troina       | Cerami, Troina | 73 522             |
| Totale      |              | |                    |
| 4           | 33           | 62 | 508 529            |

## Intendenti
Di seguito è riportato l’elenco cronologico degli intendenti e governatori che ressero la provincia.
| Nome e cognome                                                      | Inizio dell'incarico | Fine dell'incarico | Qualifica   | Affiliazione | Note |
| ------------------------------------------------------------------- | -------------------- | ------------------ | ----------- | ------------ | --- |
| Stefano Sammartino e Notarbartolo, duca di Sanmartino e di Montalbo | metà marzo 1818      | dopo giugno 1821   | Intendente  | Borbonico    | Ex incaricato d'affari delle Due Sicilie a Madrid, poi ministro segretario di Stato per gli Affari Esteri, Interni, Finanza e Polizia presso il Luogotenente generale Leopoldo di Borbone. |
| Antonino Trigona e Stella, barone di Mandrascate e di Azzolina      | dopo giugno 1821     | 1826               | Intendente  | Borbonico    | Gentiluomo di camera. |
| Giuseppe Palermo, marchese                                          | 1826                 | 28 luglio 1828     | Intendente  | Borbonico    | Rimasto in carica fino al giorno del suo decesso. |
| Giuseppe Alvaro Logerot, principe di Sperlinga e Manganelli         | 1828                 | 1838               | Intendente  | Borbonico    | Patrizio di Catania dal 1824 al 1827. |
| Francesco Logerot                                                   | 1838                 | settembre 1839     | Intendente  | Borbonico    | Già all'Intendenza della Terra di Bari e del Principato Citeriore. |
| Giuseppe Parisi                                                     | settembre 1839       | 1847               | Intendente  | Borbonico    | Già intendente della Calabria citeriore, poi ministro dell’Interno del Regno delle Due Sicilie nel 1848; figlio del capo di stato maggiore Giuseppe Ruggiero Parisi.                       |
| Angelo Panebianco, conte di Terranova                               | 1848                 | 1859               | Intendente  | Borbonico    | Già sindaco di Terranova di Sicilia (1833–1835), fratello del cardinale Antonio Maria Panebianco, fu nominato conte da Pio IX nel 1867.                                                    |
| Pietro Settimo, principe di Fitalia                                 | 1860                 | 28 maggio 1860     | Governatore | Garibaldino  | Primo governatore. |
| Vincenzo Tedesco                                                    | 28 maggio 1860       | 4 luglio 1860      | Governatore | Garibaldino  | Nominato da Francesco Crispi. |
| Domenico Piraino                                                    | 4 luglio 1860        | 16 settembre 1860  | Governatore | Garibaldino  | Nominato da Francesco Crispi. |
| Pietro Crispi                                                       | 16 settembre 1860    | 17 dicembre 1860   | Governatore | Garibaldino  | Ultimo governatore della provincia. |